# Gornja Bioča (Ilijaš, BiH)
Gornja Bioča je naselje u općini Ilijaš, Federacija BiH, BiH.